# Městská autobusová doprava ve Zlínském kraji
Přehled provozů městské autobusové dopravy na území Zlínského kraje.

## Okres Zlín

### ZlínaOtrokovice

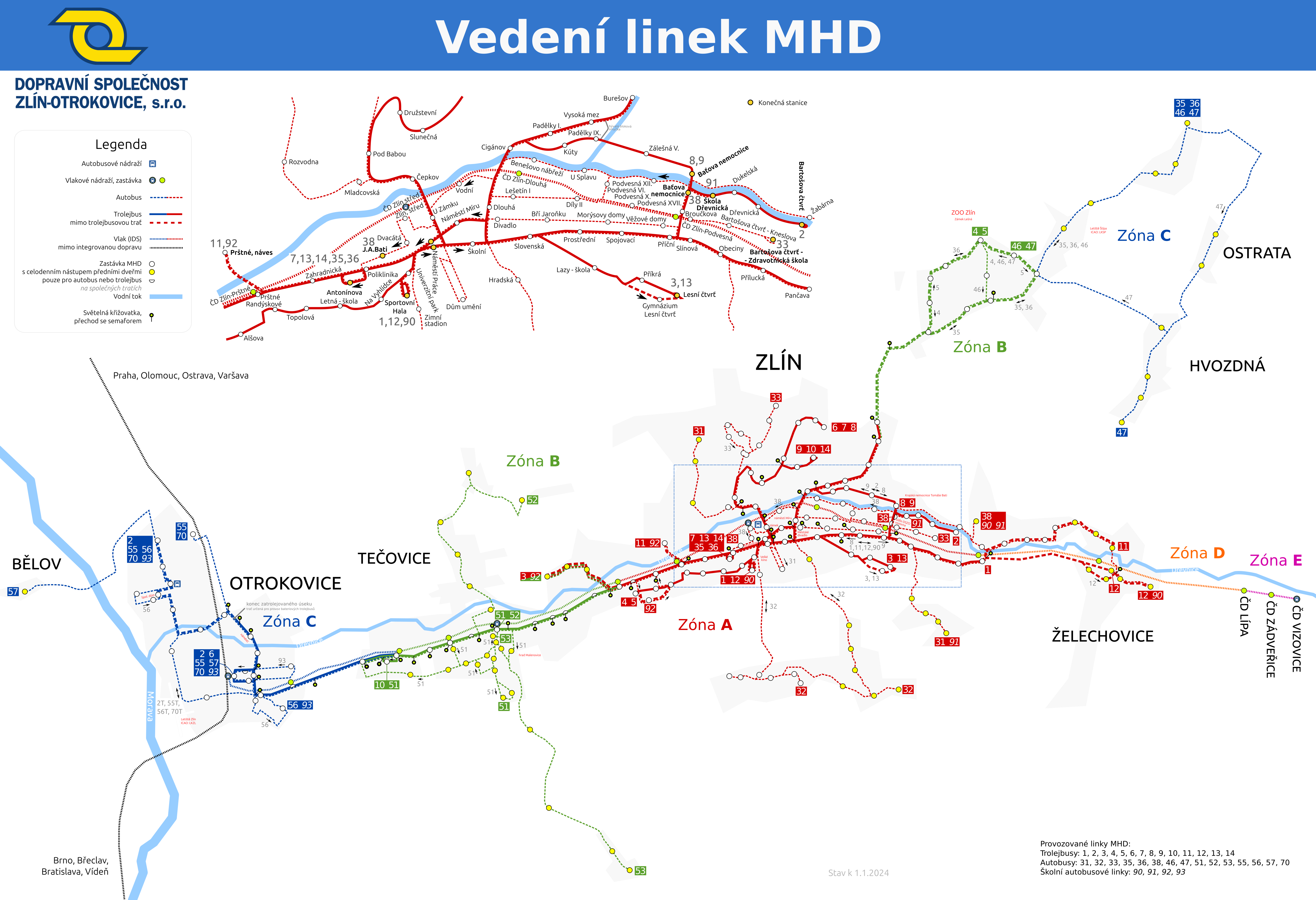
Schéma sítě MHD Zlín–Otrokovice (stav v roce 2014)

Autobusové linky mají čísla 31–38, 51-53, 55, 70 a 90 (14 linek). Nižší čísla mají linky trolejbusů. Licenční čísla 825xxx a 826xxx. Provozovatelem je Dopravní společnost Zlín-Otrokovice, s. r. o. Pro předplatní jízdenky je síť Zlínské integrované dopravy rozdělena do pěti tarifních zón (A, B, C, D a E).
Za první republiky zajišťovali městskou autobusovou dopravu převážně soukromí dopravci. Od roku 1944 byly ve hlavních směrech nahrazeny městskými trolejbusy. Po druhé světové válce celou MHD převzal Dopravní podnik města Gottwaldova. Do roku 1982 byly autobusové i trolejbusové linky označeny písmeny, od začátku roku 1983 dnešním číselným systémem, v němž autobusy mají dvojciferná čísla od 31 výše. Některé z linek mají více variant tras, které jsou rozlišeny doplňujícím písmenem. Vozidla mají sytě žlutý nátěr karoserie s modrou spodní částí. Autobusy mají s trolejbusy společnou vozovnu v Podvesné ulici. V některých úsecích (průmyslová zóna Příluky a Lužkovice, linka 11; Louky - do centra vesnice, linka 3; Želechovice linka 12 a do Kostelce u Zlína, Štípy a na Lešná, Zoo linky 4 a 5) jezdí hybridní trolejbusy bez trolejí na naftový agregát nebo na náhradní elektrický pohon. Noční doprava je zajištěna jednotlivými spoji na několika z denních linek.
- viz též Trolejbusová doprava ve Zlíně a v Otrokovicích, Železniční trať Otrokovice - Vizovice a Zlínská integrovaná doprava

### LuhačoviceaPozlovice
Jako MHD bývá označována linka ČSAD BUS Uherské Hradiště z Luhačovic do městyse Pozlovice a vybranými spoji až do Podhradí (522), která však oficiálně nemá status městské dopravy.

### Slavičín
Výhradně území města Slavičína obsluhuje část spojů linek 523 a 525 dopravce ČSAD BUS Uherské Hradiště, oficiálně nemá status městské autobusové dopravy.

### Brumov-Bylnice
Žádná linka nemá status městské autobusové dopravy. Je-li někde zmiňována městská linka, nejvíce se jí podobá linka 504 dopravce ČSAD BUS Uherské Hradiště v trase Valašské Klobouky – Brumov-Bylnice – Brumov-Bylnice, Sidonie.

## Okres Kroměříž

### Kroměříž

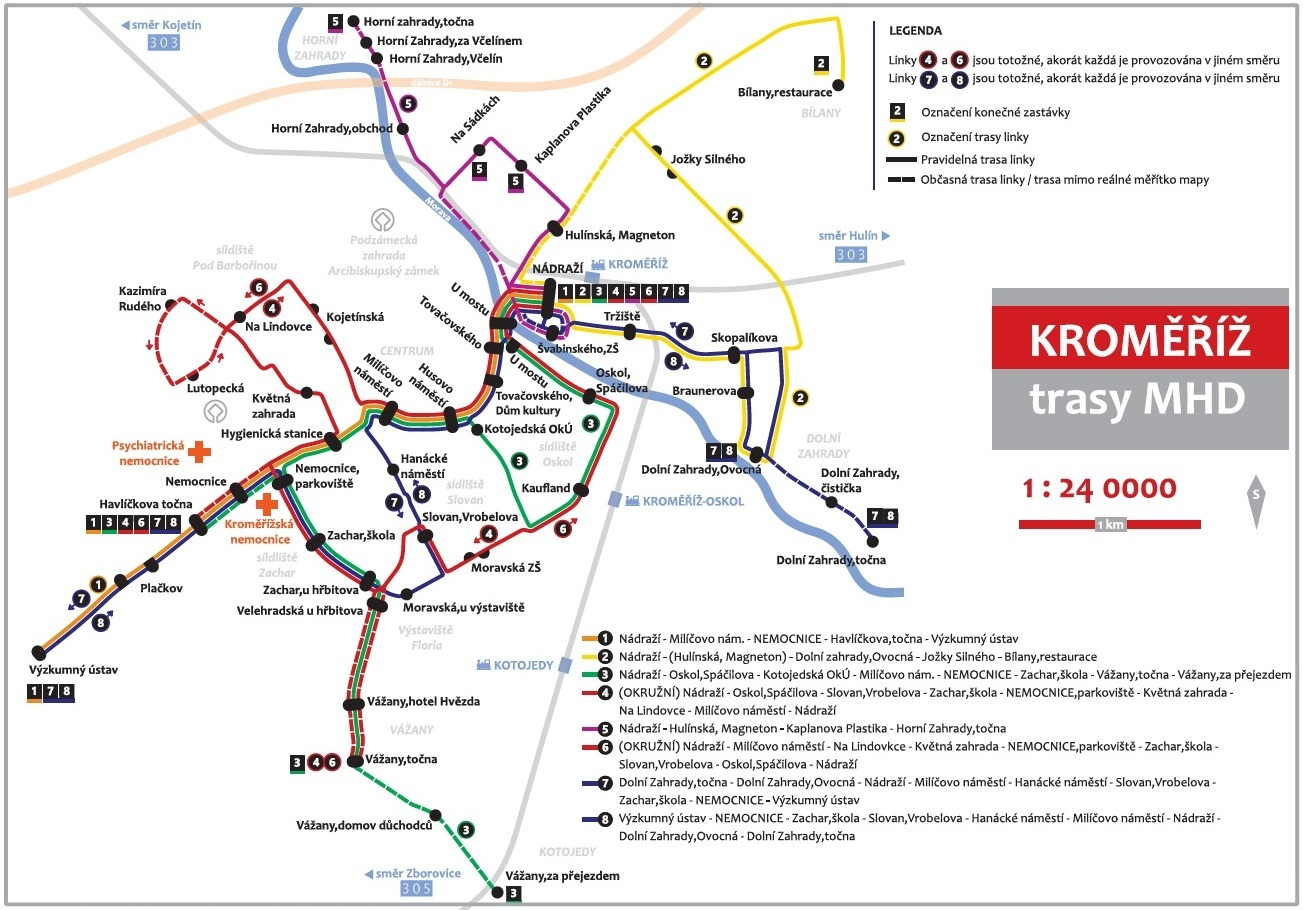
Schéma sítě MHD v Kroměříži

Městskou autobusovou dopravu provozují Kroměřížské technické služby, s. r. o. Zajišťuje ji 11 vozidel na 8 linkách s čísly 1–8. Licenční čísla linek mají formát 775xxx.
Přeprava je realizována nízkopodlažními autobusy Volvo řady 7700. V rámci obnovy vozového parku nakoupila společnost počátkem roku 2017 dva nové autobusy Iveco Urbanway 12M s ekologickým motorem na stlačený zemní plyn. V červenci 2018 uvedla společnost do provozu třetí autobus Iveco Urbanway 12M s pohonem na stlačený zemní plyn. V roce 2021 rozšířila společnost svůj vozový park o hybridní autobus Volvo 7900 LH a v roce 2024 byly do vozového parku přidány dva nové vozy MAN Lion's city 12m. 
Poprvé byla krátkodobě zavedena pravidelná MHD v rámci oslav výročí přemístění říšského sněmu, a to od června do srpna 1948. Trvalá MHD byla zavedena v roce 1955 závodem ČSAD č. 1205 na dvou linkách, které zhruba odpovídají dnešním linkám 1 a 2. V 70. letech přibyly další linky. 1. června 1995 dopravu převzaly Kroměřížské technické služby, s. r. o. K rozšíření sítě do ulice Kazimíra Rudého a Lutopecké a do obce Kotojedy došlo od prosince 2005, zároveň byl rozšířen rozsah provozu a zpravidelněny některé jízdní řády.

## Okres Uherské Hradiště

### Uherské Hradiště
Od 1.2.2025 zajišťuje na základě výběrového řízení MHD v Uherském Hradišti ("Poulička") dopravce Znojemská dopravní společnost - PSOTA, s.r.o., k srpnu 2025 na celkem 11 linkách (805301-805316, z čehož větší rozsah provozu v pracovní dny má 5 linek). Základní vozový park má činit 7 dieselových autobusů Mercedes-Benz Citaro K a 4 elektrobusy MAN Lion's City 10 E.  Do autobusů je možno nastupovat všemi dveřmi, jízdenky lze však bez přirážky nakupovat u řidiče. 
Některé spoje MHD také zajíždějí do Starého Města a Kunovic, netvoří však jejich primární dopravní obsluhu. K tomuto účelu vznikla (i z historických důvodů, kdy MHD objednával kraj) od 3.3.2024 linka 802300 objednávaná krajem i s finanční podporou Uherského Hradiště a Kunovic. I tato linka je prezentovaná jako součást MHD (trasa pouze v zóně MHD, nástup všemi dveřmi, odlišné barevné označení), autobusy jsou však provozovány dle příměstských standardů. 

### Uherský Brod
Obsluhu města zajišťují linky 800290, 800291, 800292 a 800293 dopravce ČSAD BUS Uherské Hradiště a. s. Oficiálně nemají status městské autobusové dopravy, ale je zde užíván "městský tarif". Vybrané spoje zajíždějí mimo území města do zastávky Nivnice, Linea.
V červenci 2008 město uvažovalo o tom, že by od roku 2009 byla zavedena skutečná městská linka, jejíž provoz by byl zajišťován jedním vozidlem.

## Okres Vsetín

### Vsetín
Linky 601–609 a 616 (10 linek), licenční čísla 945601 až 945616. Některé z linek vsetínské MHD jezdí v deseti až dvacetiminutových intervalech. Dopravcem je Z-Group bus (dříve ČSAD Vsetín). Až do roku 1995 platil ve městě bezhotovostní způsob odbavování cestujících, kteří si jízdenku museli zakoupit v předprodeji v trafikách či obchodech.

### Valašské Meziříčí
Městskou hromadnou dopravu ve městě Valašské Meziříčí a přilehlých obcí Krhová a Poličná tvoří 7 autobusových linek (1, 3, 5, 6, 7, 8, 10). Do 11. června 2022 bylo provozováno společností Z-Group bus. Poté MHD převzala společnost TQM - holding s.r.o., a to na období 10 let.
Vozový park je tvořen zcela novými autobusy, kterých pohon je na stlačený zemní plyn, CNG. Tyto autobusy jsou plně klimatizované, nízkopodlažní, bezbariérové a všechny jsou vybaveny elektronickými informačními panely. Dopravní obslužnost zajišťují autobusy Iveco Urbanway 12M CNG a BMC Neocity 9 CNG, které jezdí zejména na okružní lince č. 10.
Vizuální podoba interiéru a exteriéru všech autobusů vychází z design manuálu města Valašské Meziříčí.

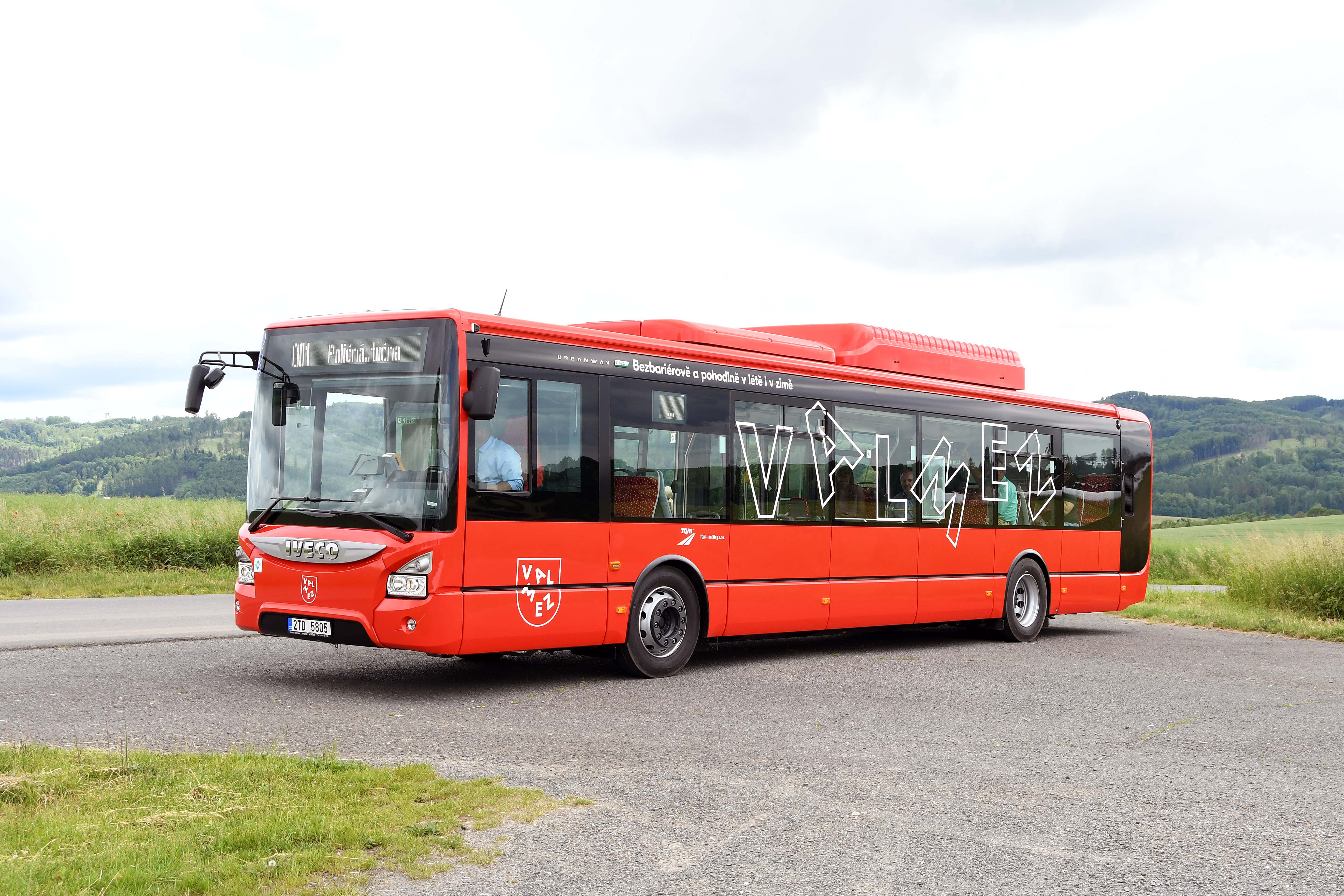
Autobus Iveco Urbanway 12 m, MHD Valašské Meziříčí

Městská hromadná doprava ve městě Valašské Meziříčí a v obcích Krhová a Poličná je pro všechny cestující zdarma.

### Rožnov pod Radhoštěm
Linky 650 a 663 nemají status městské autobusové dopravy. Dopravcem je TQM - holding.